# Мехмед Джедович
Мехмед Джедович (босн. Mehmed Đedović; народився 10 січня 1971 року) боснійськогерцеговинський письменник. Автор прозових, поетичних, критичних творів, есеїв, книжок для дітей. Член Товариства письменників Боснії і Герцеговини.

## Біографія
Очільник об'єднання письменників Тузланського кантону Боснії і Герцеговини. Редактор і рецензент багатьох книжок на теренах колишньої Югославії. Твори Д. перекладені англійською, німецькою, французькою мовами, вивчаються у межах шкільної програми середніх шкіл БіГ. Одержував нагороди за прозові, поетичні і дитячі твори.

## Твори

### Оповідання
- Tragovi (2000)
- Osluškivanje (2002)
- Kad se Bulbul vratio (2006)
- Čaj od nane (2013)

### Романи
- Sjena kurjaka (2004)
- Vodi je da teče (2008; 2013)
- Onaj kojeg nema (2009)
- Ćopak vodoravno (2011)

### Поезія
- Svjetlo lampe (2007)
- Nešto se čudno događa (2013)

### Книжки для дітей
- Ime mi je Pahulja (2008)
- Priče iz velike šume (2012)

## Нагороди
- Нагорода Радіо Боснії і Герцеговини (2002)
- Нагорода Видавничої фундації Боснії і Герцеговини за роман Sjena kurjaka (2004)
- Премія Мака Диздара за книжку поезії Svjetlo lampe (2006)
- Нагорода Новопазарських днів поезії (2008)